# Ardericó (masia)
Ardericó es una masia i un refugi de muntanya anomenat refugi d'Ardericó, situada a 1.326 m d'altitud al municipi de Pobla de Lillet (Berguedà) situat a l'est de la Serra del Catllaràs, molt a prop de la Roca Forcada, al seu sud-oest.